# Altmärkische Wische
Altmärkische Wische es un municipio situado en el distrito de Stendal, en el estado federado de Sajonia-Anhalt (Alemania), a una altitud de 32 metros. Su población a finales de 2015 era de unos 850 habitantes y su densidad poblacional, 13 hab/km².
Se encuentra junto al río Elba que lo separa del estado de Brandeburgo.